# Terence Alexander
Terence Joseph Alexander (* 11. März 1923 in London-Islington; † 28. Mai 2009 ebenda) war ein britischer Schauspieler, der vor allem durch seine Darstellung des Charlie Hungerford in der englischen Krimiserie Jim Bergerac ermittelt bekannt wurde.

## Leben
Alexander wuchs als Sohn eines Arztes in Yorkshire auf. Er wurde im Ratcliffe College (Leicestershire) und im Norwood College (Harrogate) ausgebildet und auf der Bühne erschien er erstmals 1939.
Im Zweiten Weltkrieg diente er als Leutnant in der britischen Kavallerie und wurde in Italien schwer verwundet.
1956 trat er in Ring For Catty im Londoner Lyric Theatre und im Jahre 1967 in der BBC-Verfilmung Die Forsyte-Saga auf.
1970 konnte man Terence Alexander als Lord Uxbridge in dem Historienfilm Waterloo vom Regisseur Sergei Bondartschuk sehen.
1979–1980 hatte Alexander kleinere Rollen in den Serien The Champions, Mit Schirm, Charme und Melone (orig.: The Avengers) und Terry and June. Auch konnte man ihn von 1981 bis 1982 in der CBS-Serie Behind the Screen sehen. 1981 übernahm Alexander die Rolle des Millionärs Charlie Hungerford in der Krimiserie Jim Bergerac. Drei Jahre später spielte er in Doctor Who und in The Mark of the Rani mit.
Im West End erschien er in Move Over Mrs Markham (1971), Two and Two Make Sex (1973), There Goes The Bride (1974–75) und in Fringe Benefits (1976).
1999 zog er sich von der Schauspielerei zurück und lebte bis zu seinem Tod am 28. Mai 2009 mit seiner zweiten Frau Jane Downs, mit der er seit 1976 verheiratet war, in London. Aus der ersten Ehe mit Juno Stevas von 1949 bis 1972 hatte Alexander zwei Söhne.

## Filmografie (Auswahl)
- 1950: The Woman with No Name
- 1951: Death Is a Number
- 1952: Die Bombe im U-Bahnschacht (The Gentle Gunman)
- 1952: Treffpunkt Moskau (Top Secret)
- 1953: Die blonde Spionin (Park Plaza 605)
- 1954: Hands of Destiny
- 1956: Der grüne Mann (The Green Man)
- 1957: Einer kam durch (The One That Got Away)
- 1959: Don’t Panic Chaps!
- 1960: Die Rakete zur flotten Puppe (The Bulldog Breed)
- 1961: Nicht so toll, Süßer (Carry On Regardless)
- 1961: Man at the Carlton Tower
- 1963: Schule des süßen Lebens (Bitter Harvest)
- 1963: Hotel International (The V.I.P.s)
- 1965: The Intelligence Men
- 1967: Die Forsyte Saga (The Forsyte Saga) (Fernsehserie)
- 1967: Der Kampf (The Long Duel)
- 1968: Der Mann mit dem Koffer (Man in a Suitcase, Fernsehserie, 1 Folge)
- 1968: Nur über eine Leiche (Only When I Larf)
- 1969: What's Good for the Goose
- 1969: Vergiß oder stirb (Run a Crooked Mile)
- 1969: Magic Christian (The Magic Christian)
- 1970: Waterloo
- 1970: Paul Temple (Fernsehserie, Folge „Die Kunstliebhaber“ (The Artneppers))
- 1973: Der Schakal (The Day Of The Jackal)
- 1973: In der Schlinge des Teufels (The Vault of Horror)
- 1974: Claudine
- 1984: Seelenlos – Ein Mann spielt Gott (Frankenstein) (Fernsehfilm)
- 1989: That Englishwoman